# Bellegarde-Marsal
Bellegarde-Marsal est, depuis le 1er janvier 2016, une commune nouvelle française située dans le Tarn, en région Occitanie. Sur le plan historique et culturel, la commune est dans le Ségala, un territoire s'étendant sur les départements du Tarn et de l'Aveyron, constitué de longs plateaux schisteux, morcelés d'étroites vallées.
Exposée à un climat océanique altéré, elle est drainée par le Ruisseau de Caussels et par divers autres petits cours d'eau. La commune possède un patrimoine naturel remarquable composé de trois zones naturelles d'intérêt écologique, faunistique et floristique.
Bellegarde-Marsal est une commune rurale qui compte 695 habitants en 2022, après avoir connu une forte hausse de la population depuis 1975.  Elle fait partie de l'aire d'attraction d'Albi. Ses habitants sont appelés les Bellegardais ou  Bellegardaises.
Elle est issue du regroupement des deux communes de Bellegarde et Marsal.

## Géographie

### Communes limitrophes
Les communes limitrophes sont  Cambon, Crespinet, Fréjairolles, Mouzieys-Teulet, Saint-Grégoire, Saint-Juéry, Sérénac et Villefranche-d'Albigeois.
| Saint-Grégoire, Saint-Juéry | Crespinet         | Sérénac                  |
| Cambon                      | Bellegarde-Marsal | Villefranche-d'Albigeois |
| Fréjairolles                | Mouzieys-Teulet   |                          |

### Hydrographie
La commune est dans le bassin de la Garonne, au sein du bassin hydrographique Adour-Garonne. Elle est drainée par le ruisseau de Caussels, le ruisseau de Candarel, le ruisseau des Infernats et par divers petits cours d'eau, qui constituent un réseau hydrographique de 16 km de longueur totale,.
Le ruisseau de Caussels, d'une longueur totale de 17,9 km, prend sa source dans la commune de Villefranche-d'Albigeois et s'écoule d'est en ouest. Il traverse la commune et se jette dans le Tarn à Albi, après avoir traversé 6 communes.

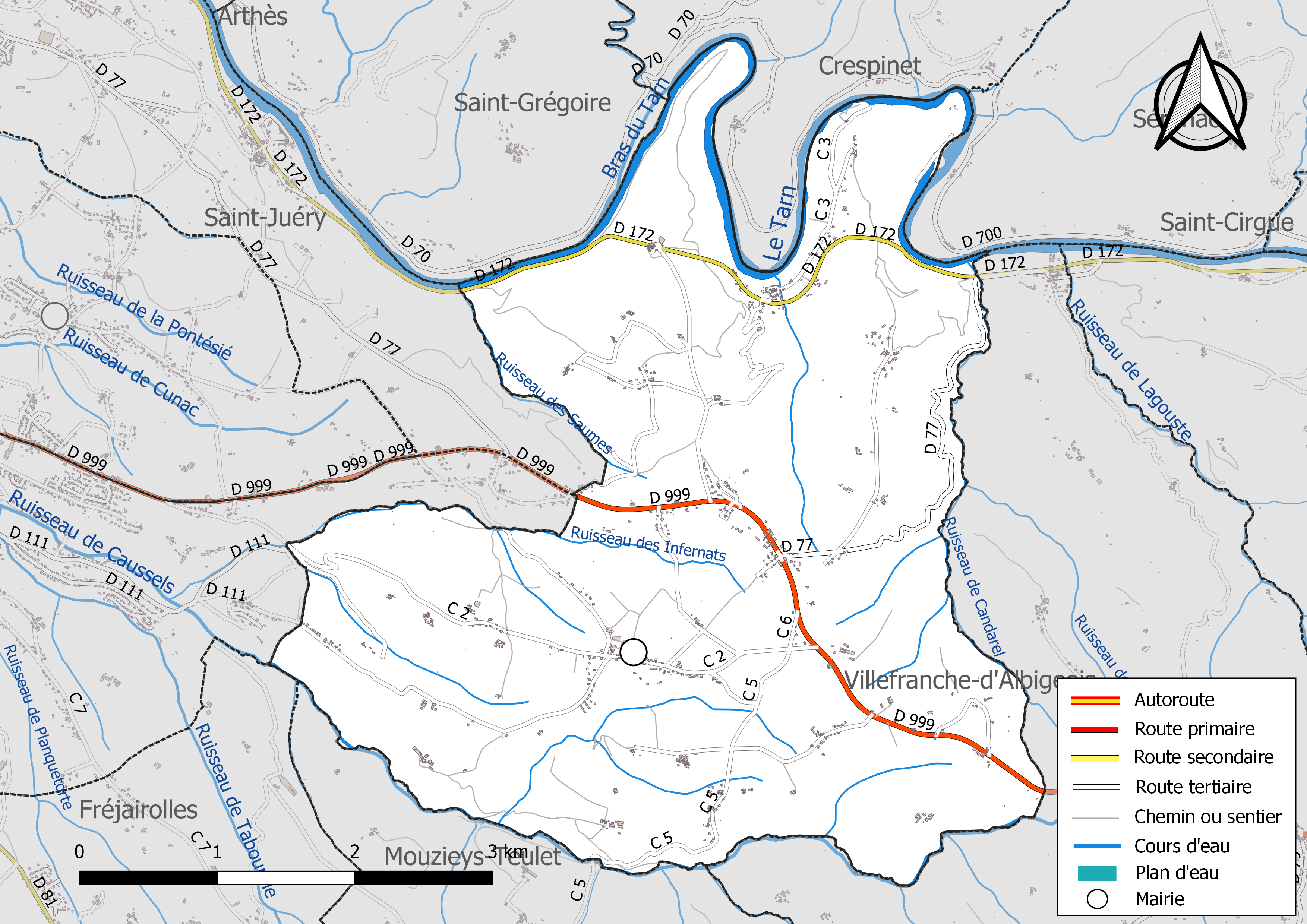
Réseaux hydrographique et routier de Bellegarde-Marsal.

### Climat
Pour des articles plus généraux, voir Climat de l'Occitanie et Climat du Tarn.
En 2010, le climat de la commune est de type climat océanique altéré, selon une étude du Centre national de la recherche scientifique s'appuyant sur une série de données couvrant la période 1971-2000. En 2020, Météo-France publie une typologie des climats de la France métropolitaine dans laquelle la commune est toujours exposée à un climat océanique altéré et est dans une zone de transition entre les régions climatiques « Aquitaine, Gascogne » et « Sud-est du Massif Central ».
Pour la période 1971-2000, la température annuelle moyenne est de 12,6 °C, avec une amplitude thermique annuelle de 15,8 °C. Le cumul annuel moyen de précipitations est de 883 mm, avec 10,3 jours de précipitations en janvier et 6,3 jours en juillet. Pour la période 1991-2020, la température moyenne annuelle observée sur la station météorologique de Météo-France la plus proche, « Albi », sur la commune du Sequestre à 14 km à vol d'oiseau, est de 13,8 °C et le cumul annuel moyen de précipitations est de 733,9 mm. 
La température maximale relevée sur cette station est de 42,3 °C, atteinte le 23 août 2023 ; la température minimale est de −20,4 °C, atteinte le 16 janvier 1985,,.
Les paramètres climatiques de la commune ont été estimés pour le milieu du siècle (2041-2070) selon différents scénarios d'émission de gaz à effet de serre à partir des nouvelles projections climatiques de référence DRIAS-2020. Ils sont consultables sur un site dédié publié par Météo-France en novembre 2022.

### Milieux naturels et biodiversité
L’inventaire des zones naturelles d'intérêt écologique, faunistique et floristique (ZNIEFF) a pour objectif de réaliser une couverture des zones les plus intéressantes sur le plan écologique, essentiellement dans la perspective d’améliorer la connaissance du patrimoine naturel national et de fournir aux différents décideurs un outil d’aide à la prise en compte de l’environnement dans l’aménagement du territoire.
Deux ZNIEFF de type 1 sont recensées sur la commune :
la « rivière Tarn (partie Aveyron) » (2 381 ha), couvrant 41 communes dont 25 dans l'Aveyron et 16 dans le Tarn, et 
la « vallée du Tarn de puech Mergou à Gaycre » (2 562 ha), couvrant 11 communes du département
et une ZNIEFF de type 2, : 
la « vallée du Tarn, amont » (36 322 ha), couvrant 57 communes dont 31 dans l'Aveyron, une dans la Lozère et 25 dans le Tarn.

Carte des ZNIEFF de type 1 et 2 à Bellegarde-Marsal.
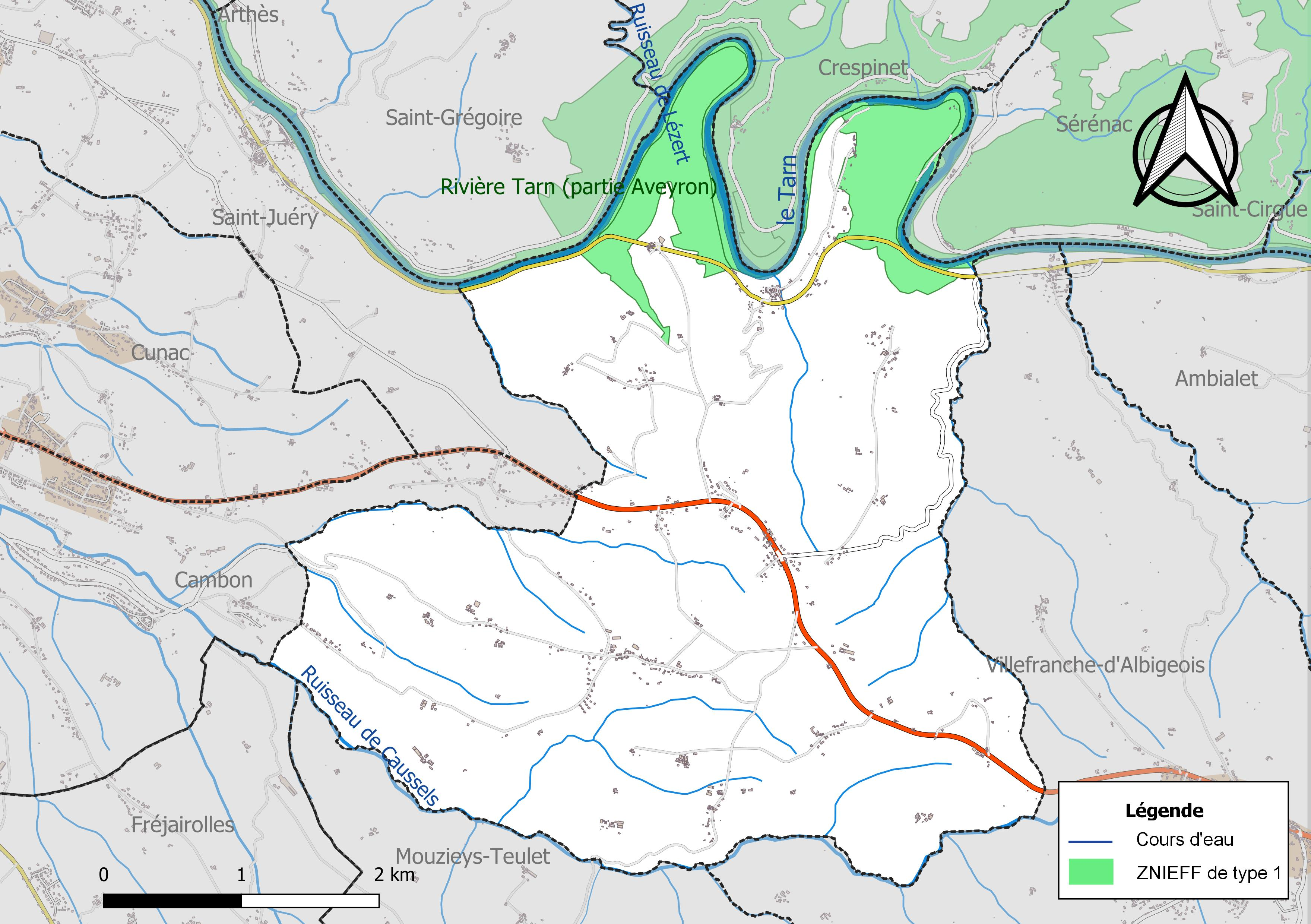
Carte des ZNIEFF de type 1 sur la commune.
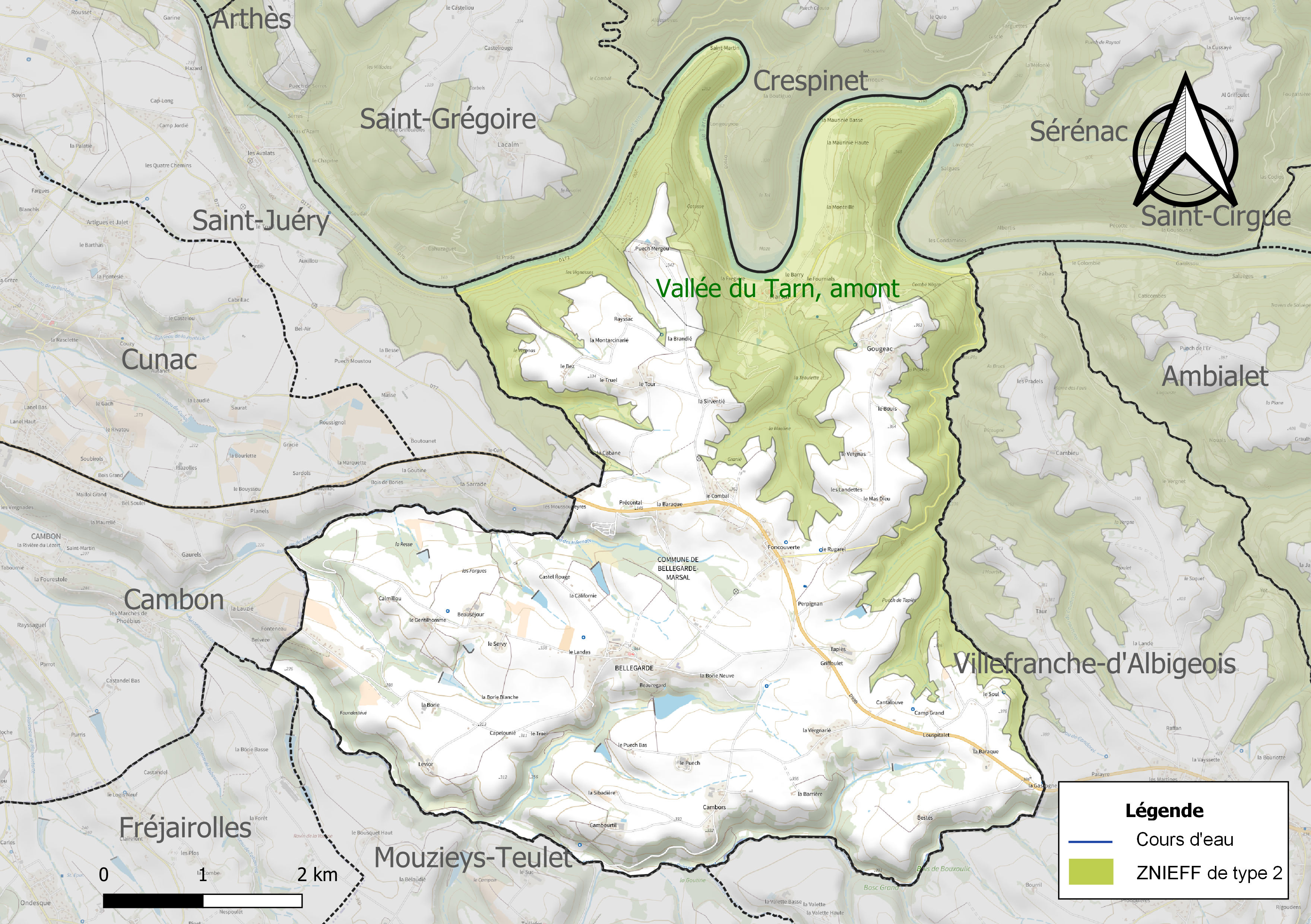
Carte de la ZNIEFF de type 2 sur la commune.

## Urbanisme

### Typologie
Au 1er janvier 2024, Bellegarde-Marsal est catégorisée commune rurale à habitat dispersé, selon la nouvelle grille communale de densité à sept niveaux définie par l'Insee en 2022.
Elle est située hors unité urbaine. Par ailleurs la commune fait partie de l'aire d'attraction d'Albi, dont elle est une commune de la couronne,. Cette aire, qui regroupe 91 communes, est catégorisée dans les aires de 50 000 à moins de 200 000 habitants,.

### Risques majeurs
Le territoire de la commune de Bellegarde-Marsal est vulnérable à différents aléas naturels : météorologiques (tempête, orage, neige, grand froid, canicule ou sécheresse), inondations, mouvements de terrains et séisme (sismicité très faible). Il est également exposé à un risque technologique,  le transport de matières dangereuses, et à un risque particulier : le risque de radon. Un site publié par le BRGM permet d'évaluer simplement et rapidement les risques d'un bien localisé soit par son adresse soit par le numéro de sa parcelle.

#### Risques naturels
Certaines parties du territoire communal sont susceptibles d’être affectées par le risque d’inondation par débordement de cours d'eau, notamment le Tarn et le ruisseau de Caussels. La cartographie des zones inondables en ex-Midi-Pyrénées réalisée dans le cadre du XIe Contrat de plan État-région, visant à informer les citoyens et les décideurs sur le risque d’inondation, est accessible sur le site de la DREAL Occitanie. La commune a été reconnue en état de catastrophe naturelle au titre des dommages causés par les inondations et coulées de boue survenues en 1982, 1992, 1994 et 2003,.
Bellegarde-Marsal est exposée au risque de feu de forêt. En 2022, il n'existe pas de Plan de Prévention des Risques incendie de forêt (PPRif). Le débroussaillement aux abords des maisons constitue l’une des meilleures protections pour les particuliers contre le feu,.

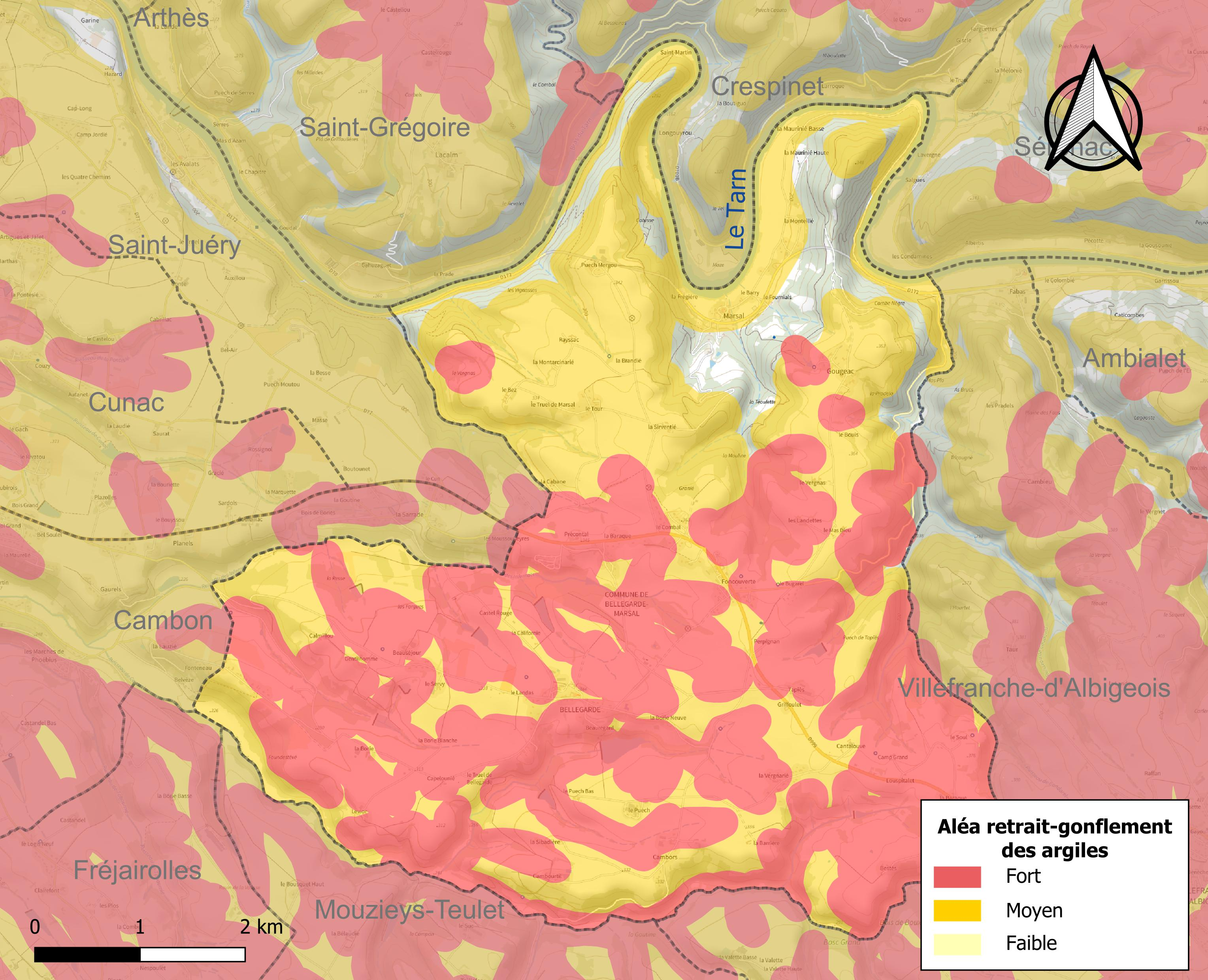
Carte des zones d'aléa retrait-gonflement des sols argileux de Bellegarde-Marsal.

La commune est vulnérable au risque de mouvements de terrains constitué principalement du retrait-gonflement des sols argileux. Cet aléa est susceptible d'engendrer des dommages importants aux bâtiments en cas d’alternance de périodes de sécheresse et de pluie. 92,9 % de la superficie communale est en aléa moyen ou fort (76,3 % au niveau départemental et 48,5 % au niveau national). Sur les 350 bâtiments dénombrés sur la commune en 2019, 337 sont en aléa moyen ou fort, soit 96 %, à comparer aux 90 % au niveau départemental et 54 % au niveau national. Une cartographie de l'exposition du territoire national au retrait gonflement des sols argileux est disponible sur le site du BRGM,.
Par ailleurs, afin de mieux appréhender le risque d’affaissement de terrain, l'inventaire national des cavités souterraines permet de localiser celles situées sur la commune.

#### Risques technologiques
Le risque de transport de matières dangereuses sur la commune est lié à sa traversée par des infrastructures routières ou ferroviaires importantes ou la présence d'une canalisation de transport d'hydrocarbures. Un accident se produisant sur de telles infrastructures est susceptible d’avoir des effets graves sur les biens, les personnes ou l'environnement, selon la nature du matériau transporté. Des dispositions d’urbanisme peuvent être préconisées en conséquence.

#### Risque particulier
Dans plusieurs parties du territoire national, le radon, accumulé dans certains logements ou autres locaux, peut constituer une source significative d’exposition de la population aux rayonnements ionisants. Certaines communes du département sont concernées par le risque radon à un niveau plus ou moins élevé. Selon la classification de 2018, la commune de Bellegarde-Marsal est classée en zone 3, à savoir zone à potentiel radon significatif.

## Toponymie
Il convient de se reporter aux articles consacrés aux anciennes communes fusionnées.

## Histoire
La nouvelle commune est effective depuis le 1er janvier 2016.

## Politique et administration

### Administration municipale
Jusqu'aux prochaines élections municipales de 2020, le conseil municipal de la nouvelle commune est constitué de l'ensemble des conseillers municipaux des anciennes communes.
| Nom                | Code Insee | Intercommunalité                          | Superficie (km2) | Population (dernière pop. légale) | Densité (hab./km2) |
| ------------------ | ---------- | ----------------------------------------- | ---------------- | --------------------------------- | ------------------ |
| Bellegarde (siège) | 81026      | CC des Monts d'Alban et du Villefranchois | 11,10            | 441 (2013)                        | 40                 |
| Marsal             | 81155      | CC des Monts d'Alban et du Villefranchois | 8,29             | 273 (2013)                        | 33                 |

### Liste des maires
| Période      | Période  | Identité      | Étiquette | Qualité |
| ------------ | -------- | ------------- | --------- | ------- |
| janvier 2016 | En cours | Serge Capgras |           |         |

## Population et société

### Démographie
L'évolution du nombre d'habitants est connue à travers les recensements de la population effectués dans la commune depuis sa création.

En 2022, la commune comptait 695 habitants, en évolution de −3,34 % par rapport à 2016 (Tarn : +2,52 %, France hors Mayotte : +2,11 %).
| 2018 | 2022 |
| ---- | ---- |
| 705  | 695  |

## Économie

### Revenus
En 2018, la commune compte 289 ménages fiscaux, regroupant 705 personnes. La médiane du revenu disponible par unité de consommation est de 21 400 € (20 400 € dans le département).

### Emploi
|                | 2008  | 2013  | 2018 |
| -------------- | ----- | ----- | ---- |
| Commune        | 5,3 % | 7,3 % | 6 %  |
| Département    | 8,2 % | 9,9 % | 10 % |
| France entière | 8,3 % | 10 %  | 10 % |

En 2018, la population âgée de 15 à 64 ans s'élève à 433 personnes, parmi lesquelles on compte 76,7 % d'actifs (70,7 % ayant un emploi et 6 % de chômeurs) et 23,3 % d'inactifs,. Depuis 2008, le taux de chômage communal (au sens du recensement) des 15-64 ans est inférieur à celui de la France et du département.
La commune fait partie de la couronne de l'aire d'attraction d'Albi, du fait qu'au moins 15 % des actifs travaillent dans le pôle,. Elle compte 88 emplois en 2018, contre 107 en 2013 et 88 en 2008. Le nombre d'actifs ayant un emploi résidant dans la commune est de 312, soit un indicateur de concentration d'emploi de 28,2 % et un taux d'activité parmi les 15 ans ou plus de 58,1 %.
Sur ces 312 actifs de 15 ans ou plus ayant un emploi, 60 travaillent dans la commune, soit 19 % des habitants. Pour se rendre au travail, 87,8 % des habitants utilisent un véhicule personnel ou de fonction à quatre roues, 0,6 % les transports en commun, 2,2 % s'y rendent en deux-roues, à vélo ou à pied et 9,3 % n'ont pas besoin de transport (travail au domicile).

### Activités hors agriculture

#### Secteurs d'activités
62 établissements sont implantés  à Bellegarde-Marsal au 31 décembre 2019. Le tableau ci-dessous en détaille le nombre par secteur d'activité et compare les ratios avec ceux du département,.
| Secteur d'activité                                                                                        | Commune | Commune | Département |
| Secteur d'activité                                                                                        | Nombre  | %       | %           |
| --- | ------- | ------- | ----------- |
| Ensemble                                                                                                  | 62      | 100 %   | (100 %)     |
| Industrie manufacturière, industries extractives et autres                                                | 14      | 22,6 %  | (13 %)      |
| Construction                                                                                              | 17      | 27,4 %  | (12,5 %)    |
| Commerce de gros et de détail, transports, hébergement et restauration                                    | 14      | 22,6 %  | (26,7 %)    |
| Information et communication                                                                              | 2       | 3,2 %   | (2,1 %)     |
| Activités financières et d'assurance                                                                      | 1       | 1,6 %   | (3,3 %)     |
| Activités immobilières                                                                                    | 3       | 4,8 %   | (4,2 %)     |
| Activités spécialisées, scientifiques et techniques et activités de services administratifs et de soutien | 2       | 3,2 %   | (13,8 %)    |
| Administration publique, enseignement, santé humaine et action sociale                                    | 6       | 9,7 %   | (15,5 %)    |
| Autres activités de services                                                                              | 3       | 4,8 %   | (9 %)       |

Le secteur de la construction est prépondérant sur la commune puisqu'il représente 27,4 % du nombre total d'établissements de la commune (17 sur les 62 entreprises implantées  à Bellegarde-Marsal), contre 12,5 % au niveau départemental.

#### Entreprises et commerces
Les trois entreprises ayant leur siège social sur le territoire communal qui génèrent le plus de chiffre d'affaires en 2020 sont : 
- Blanc Et Fils, travaux d'installation électrique dans tous locaux (1 102 k€) ;
- La Cave De Lea, commerce de détail de boissons en magasin spécialisé (59 k€) ;
- Leslie Djhone Management & Consulting - LDMC, conseil pour les affaires et autres conseils de gestion (25 k€).

### Agriculture
Le nombre d'exploitations agricoles en activité et ayant leur siège dans la commune est de 19 lors du recensement agricole de 2020 et la surface agricole utilisée de 1357 ha,.

## Culture locale et patrimoine
Il convient de se reporter aux articles consacrés aux anciennes communes fusionnées.
Bellegarde possède peu de monuments. Au centre du village, se dresse l'église Saint-Benoît bâtie au XIXe siècle dans laquelle on peut admirer une Vierge à l'Enfant remarquable, datée du premier quart du XVIe siècle. Cette sculpture est classée au titre objet (1908/03/27).
L'ancienne mairie, ainsi que l'ancienne école communale sont les deux autres édifices civiles côtoyant l'église St Benoît sur la même place.
La différence de matériaux utilisés dans la construction des maisons est remarquable entre Bellegarde (bourg) et Marsal.
- Chapelle de la Maurinié Haute.
- Église Saint-Benoît de Bellegarde-Marsal.
- Église Saint-Pierre de Marsal.

### Héraldique
| Blason de Bellegarde-Marsal | Blason  | De sinople au pairle d'argent. |
| Blason de Bellegarde-Marsal | Détails | La commune nouvelle a conservé le blason de Marsal, Bellegarde n'en possédant pas. Le statut officiel du blason reste à déterminer. |